# Zuluer
Zuluerne (sydafrikansk engelsk og Zulu: amaZulu) er en afrikansk etnisk gruppe på omkring 11 millioner, der hovedsageligt bor i den sydafrikanske provins KwaZulu-Natal. Der bor også mindre grupper af zuluer i Zimbabwe, Zambia og Mozambique.
Den nuværende zulustamme opstod ca. 1700 som en gren af Ngunistammen, som igen hører til Bantugruppen. Bantuerne kom til Sydafrika i 1709. Undervejs fortrængte stammen de oprindelige folkeslag som khoikhoi og san.
Zuluernes sprog, isiZulu, er et Bantusprog af Nguni gruppen.
Zulu kongeriget eller Zululand spillede en stor rolle i sydafrikansk historie i det 19. og 20. århundrede bl.a. med Zulukrigen i 1879.
Under apartheidstyret blev zuluerne betragtet som andenrangsborgere og diskrimineret. I dag udgør de Sydafrikas største etniske gruppe og har samme rettigheder som andre sydafrikanere.

## Historie
Zuluerne som etnisk gruppe blev grundlagt i 1709 af Zulu KaMalandela. Før var zuluerne ikke en etnisk enhed, men en del af Ngunistammen. Zuluerne hører til Bantu-gruppen, som stammer fra området omkring Great Lakes, og som derfra har spredt sig langs den afrikanske østkyst, hvor der tidligere boede san og khoikhoi folk.
Først i 1800-tallet splittede en gruppe (Ndebele-stammen under kong Mzilikazi) sig ud fra zuluerne. Gruppen vandrede mod nord og var medvirkende til en stor, blodig og rodet borgerkrigsperiode med 1-2½ mio. etnisk udrensede. Den særligt voldelige periode kaldes Mfecane, og den nuværende zulustamme var vandt. Zuluerne organiserede sig mere og mere militaristisk under forskellige konger. Fattige nomader (voortrekkers) længere sydfra benyttede sig af chancen til at vandre nordpå til det folketomme område. 1837-1845 massakrerede zuluer 1000-vis af disse nomader. Piet Retief Delegation Massacre var den første. Zuluerne havde pga. det store befolkningsmæssige overtal overtaget, men endte med at tabe kampe til både voortrekkers og senere englænderne. Samtidig med pres fra englænderne fortsatte zuluerne med borgerkrige og interne etniske udrensninger.
Zuluerne var en del af det britiske imperium under navnet colony of Natal.
 Der er for få eller ingen kildehenvisninger i denne artikel, hvilket er et problem. Du kan hjælpe ved at angive troværdige kilder til de påstande, som fremføres i artiklen.

| Folkeslag | Spire Denne artikel om folkeslag eller etnografi er en spire som bør udbygges. Du er velkommen til at hjælpe Wikipedia ved at udvide den. |